# Elektro-pop
Elektro-pop (također poznat kao tehnopop) oblik je synthpopa koji se izvodi na sintesajzerima i koji je prvi procvat doživio između 1978. i 1981. u Engleskoj i Njemačkoj. Elektro-pop je poslužio za promoviranje synthpopa kao glazbe za mase, ali kasniji muzikolozi svrstavaju ga kao podžanr synthpopa. Mnogi glazbenici su tradiciju elektro-popa održali u 1990-im i 2000-im.
Elektro-pop razlikuje se od synthpopa utoliko što ima hladniji, robotički elektronski zvuk, čemu su razlog rani analogni sintisajzeri i njihova ograničenja. Riječi pjesama često vuku na znanstveno-fantastične teme za razliku od tužne ljubavne tematike koja je prevladavala u komercijalnoj new wave glazbi 1980-ih.
Mnoge elektro pop pjesme su u suštini pop pjesme, s jednostavnim, pamtljivim melodijama i plesnim ritmovima ali se razlikuju od stilova elektroničke plesne glazbe na koje je utjecao (techno, dub, house, electroclash) po jakoj lirici koja ga uzdiže iznad jednostavne plesnosti.